# Kraljeva palača, Oslo
Kraljeva palača (norveško Slottet, Det kongelige slott) v Oslu je bila zgrajena v prvi polovici 19. stoletja kot norveška rezidenca v Franciji rojenega kralja Karla III. Janeza, ki je vladal kot kralj Norveške in Švedske. Palača je uradna rezidenca sedanjega norveškega monarha, medtem ko prestolonaslednik prebiva v Skaugumu v Askerju zahodno od Osla.
Palača stoji na koncu vrat Karla Johansa v središču Osla in je obdana s palačnim parkom s Palačnim trgom spredaj.

## Zgodovina
Do dokončanja palače je norveška kraljeva družina prebivala v Paléetu, veličastni meščanski hiši v Christianiji, ki jo je bogati trgovec Bernt Anker leta 1805 zapustil državi, da bi jo uporabljali kot kraljevo rezidenco. V zadnjih letih unije z Dansko so Paléet uporabljali norveški podkralji, leta 1814 pa prvi kralj neodvisne Norveške, Christian Frederick. Kralj Karel III. Janez iz hiše Bernadotte je tam prebival kot prestolonaslednik in kasneje kot kralj med svojimi pogostimi obiski v svoji norveški prestolnici.

### Gradnja
Karel JJanez je leta 1821 izbral lokacijo za stalno kraljevo palačo na zahodni strani Christianije in naročil častniku in neizkušenemu arhitektu, na Danskem rojenemu Hansu Linstowu, da načrtuje stavbo. Parlament je potrdil predvideni strošek 150.000 speciedaler, ki naj bi se financiral s prodajo državnih obveznic. Dela so se začela leta 1824, 1. oktobra 1825 pa je Karel Janez položil temeljni kamen pod oltar bodoče palačne kapele. Linstow je prvotno načrtoval samo dvonadstropno zgradbo s štrlečimi krili na obeh straneh glavne fasade.
Zaradi dragih temeljnih del je bil proračun presežen, gradnja pa se je ustavila leta 1827, nato pa se je nadaljevala šele leta 1833. Medtem je Storting zavrnil dodatna sredstva v znak protesta proti kraljevim nepriljubljenim prizadevanjem, da bi vzpostavil tesnejšo zvezo med svojima dvema kraljestva. Leta 1833 je Linstow izdelal cenejši projekt brez štrlečih kril, vendar s tretjim nadstropjem kot nadomestilo. Zaradi izboljšanih odnosov s kraljem je Storting odobril potrebna sredstva za dokončanje stavbe. Streha je bila položena leta 1836, notranjost pa je bila dokončana v poznih 1840-ih.

### Kapela kraljeve palače
Kraljeva palača ima lastno kapelo, posvečeno leta 1844. Norveška cerkev je odgovorna za tamkajšnje verske obrede. Je prizorišče številnih dogodkov norveške kraljeve družine, kot so kraljevi krsti in birme. Prirejajo se tudi koncerti cerkvene glasbe in komorne glasbe.

### V času rodbine Bernadotte
Kralj Karel Janez nikoli ni imel užitka bivati v svoji palači, preden je umrl leta 1844, in sta bila njena prva stanovalca njegov sin Oskar I. in njegova kraljica Josephine. Kmalu je bilo ugotovljeno, da kraljeva družina potrebuje prostornejšo rezidenco, in krila, ki gledajo na vrt, so podaljšali. Pred uradno otvoritvijo leta 1849 so ponovno uvedli osrednje stebrišče, ki je bilo v osi leta 1833, začasno strmo streho pa je nadomestila elegantnejša in dražja ravna streha.
Naslednja kralja Bernadotte Karel IV. in Oskar II. sta še naprej uporabljala kraljevo palačo v Christianiji, vendar sta večino časa preživela v Stockholmu. Soproga kralja Oskarja, Sophia Nassauska, je poletja najraje preživljala na Norveškem, vendar se je zaradi zdravja večinoma zadrževala na podeželskem dvorcu Skinnarbøl blizu švedske meje. Oskar II. je bil odsoten iz palače leta 1905, v letu razpada zveze s Švedsko, vendar je njegov sin, takratni prestolonaslednik Gustaf, opravil dva kratka obiska v svojih zaman poskusih, da bi rešil zvezo.

### Stalna kraljeva rezidenca
Rodbina Bernadotte je leta 1905 odstopila s svojega norveškega prestola in nasledil jo je danski princ Karl, ki je prevzel ime Haakon VII. Norveški, ko je sprejel izvolitev za kralja popolnoma neodvisne Norveške. Haakon je postal prvi monarh, ki je stalno uporabljal palačo, zato so palačo prenavljali dve leti, preden so se vanjo lahko vselili on, kraljica Maud in prestolonaslednik Olaf. Kralj Haakon bo prvi monarh, ki bo pozdravil otroško parado na balkonu palače med Proslava dneva norveške ustave v Oslu. Kralj Haakon VII. je bil tudi tisti, ki je leta 1905 uvedel tradicijo tedenskih srečanj z državnim svetom, tradicijo, ki se še vedno izvaja, pri čemer so srečanja vedno potekala v dvorani sveta palače, kjer je sedež kraljevega prestola.

### Posodobitev in javni dostop
Med vladavino in rezidenco kralja Olafa V. od 1957 do 1991 je bilo malo sredstev za obnovo, nekaj, kar je slabo zgrajena prvotna stavba nujno potrebovala. Kralj Olaf bi zato večinoma prebival v Skaugumu in na kraljevem posestvu Bygdøy, vendar se je leta 1968 preselil v palačo, ko je posestvo Skaugum podaril kot poročno darilo svojemu sinu prestolonasledniku Haraldu in njegovi nevesti prestolonaslednici Sonji. Kmalu po svojem nastopu je kralj Harald V. Norveški začel celovit projekt prenove palače. Prenove in izboljšave, ki jih je izvedel Statsbygg, so vključevale nove požarne alarmne sisteme, gradnjo novih kopalnic, kuhinj, pisarn in splošno prestrukturiranje palače. Kralj je bil kritiziran zaradi količine denarja, potrebnega za vzpostavitev palače v zadovoljivem stanju, čeprav je bil velik del tega šel za odpravo gradbenih pomanjkljivosti izpred stoletja in pol. Po končani prenovi sta se kralj in kraljica leta 2001 preselila iz Skauguma v palačo, saj naj bi posestvo Skaugum postalo novi dom prestolonaslednika Haakona in njegove družine.
Palačo, tako kot vse kraljeve rezidence na Norveškem, varuje garda njegovega veličanstva; kraljeva garda. Odkar so se leta 2002 začeli javni ogledi, si je lahko širša javnost ogledala in cenila prenovo in sijaj, s katerima se zdaj ponaša palača. Vsakodnevna menjava straže je v zadnjih letih postala tudi priljubljena turistična atrakcija.

## Park
Palačni park (norveško Slottsparken) je okoliški javni park, eden največjih parkov v prestolnici. Velik je 22 hektarjev. Park je bil zgrajen v 1840-ih in ga je zasnoval Hans Ditlev Franciscus Linstow, ki je bil glavni arhitekt palače. Dva tisoč dreves je bilo zasajenih leta 1848, vendar je bil od takrat park večkrat prenovljen in postal enostavnejši z večjimi, a manj potmi in manj potoki.
Kraljičin park je ločen del parka in sega v leto 1751, ko je bil zgrajen kot zasebni rokokojski vrt.

### Kipi v palačnem parku
- Kip Karla XIV. Janeza Švedskega, ki je na trgu palače. Kipar Brynjulf Bergslien.
- Kip kraljice Maud. Izklesala Ada Madssen.
- Kip prestolonaslednice Märthe. Oblikovala Kirsten Kokkin.
- Kip kraljice Sonje. Oblikovala Kirsten Kokkin.
- Kip Camille Collett. Kipar  Gustav Vigeland.
- Kip Nilsa Henrika Abela. Kipar  Gustav Vigeland.

## Umetniški hlev Kraljice Sonje
Leta 2017 so nekdanje palačne konjušnice prenovili in preuredili v večnamensko umetniško prizorišče, ki so ga poimenovali Dronning Sonja KunstStall. Stavba se bo uporabljala kot umetniška galerija, muzej in koncertna dvorana, zdaj pa je odprta za javnost.
Stavba hleva, ki je v bližini parka, je bila zgrajena hkrati s kraljevo palačo in je bila dokončana leta 1849. Prvotno je hlev lahko gostil 38 konjev, vendar je bil kompleks med vladavino kralja Haakona VII. in njegove žene kraljice Maud močno razširjen in izboljšan. Med letoma 1905 in 1911 je bil hlev prezidan v konjeniško hišo z jahalnico, kovačnico in veterinarskim prostorom. Arhitekt Hjalmar Welhaven je vodil projekt širitve, medtem ko je kraljica Maud prevzela pobudo za modeliranje izboljšane hlevske dvorane po Royal Mews v Londonu.
Konj v hlevu ni bilo več od leta 1940, po koncu nemške okupacije Norveške med drugo svetovno vojno pa je bil objekt večinoma uporabljen kot skladišče in garaža. Kralj Harald se je odločil prenoviti stavbo kot darilo svoji ženi kraljici Sonji ob njenem 80. rojstnem dnevu leta 2017. Prenove so bile izvedene s skupnimi prizadevanji podjetij Statsbygg, Riksantikvatren in Snøhetta.

## Galerija
- Pogled iz zraka na kraljevo palačo in okoliški park
- Pogled na kraljevo palačo od zadaj
- Kraljeva družina stoji na balkonu palače
- Otroška parada mimo kraljeve palače ob dnevu norveške ustave
- Kip kralja Karla Janeza na palačnem trgu
- Pogled na kraljevo palačo s ulice Karla Janeza. Na levi strani se vidi obzidje Stortinga.